# Nephodia dispansa
Nephodia dispansa är en fjärilsart som beskrevs av W. Warren 1904. Nephodia dispansa ingår i släktet Nephodia och familjen mätare. Inga underarter finns listade i Catalogue of Life.